# 줄겐역
줄겐역(독일어: Bahnhof Sulgen)은 스위스 투르가우주의 줄겐에 있는 기차역이다. 빈터투어-로만스호른선과 줄겐-고사우선의 북쪽 종점에 있는 중간 정류장이다.

## 운행편
줄겐은 장크트갈렌 S-반의 S5와 S10에서 운행된다.
- 장크트갈렌 S-반
  - S5 : 바인펠덴과 비쇼프스첼 슈타트 사이를 30분 간격으로 운행. 비쇼프스첼 슈타트에서 장크트갈렌과 장크트마르그레텐
  - S10 : 빌과 로만스호른 사이를 30분 간격으로 운행